# Joaquín Gorina
Joaquín Gorina ist eine argentinische Nachbarschaft im Partido La Plata der Provinz Buenos Aires. Der Ort zählte 5521 Einwohner im Jahr 2001.
Die Gründung der Ansiedlung erfolgte 1923 zur Zeit des Eisenbahnbaus von La Plata nach Avellaneda, als der Latifundienbesitzer Joaquín Gorina der Provinzregierung 14 Hektar seiner Estancia schenkte unter der Bedingung, dass der Ort seinen Namen trage.
Ein bekannter Einwohner war in seiner Zeit nach dem Dritten Reich und vor seinem Prozess in Jerusalem der NS-Hauptkriegsverbrecher Adolf Eichmann alias Ricardo Klement.